# 레흐 바웬사
레흐 바웬사(폴란드어: Lech Wałęsa 레흐 바웽사[ˈlɛɣ‿vaˈwɛ̃sa][*] 듣기 (도움말·정보), 1943년 9월 29일 ~ )는 폴란드의 정치인, 연대 지도자이며, 민주적으로 선출된 대통령(1990년 ~1995년)이었다.

## 어린 시절
레흐 바웬사는 1943년 9월 29일 폴란드 브워츠와베크 근처인 포포보에서 태어났다. 그단스크에서 초등학교를 나왔다. 집에서 부모의 농사를 거들던 바웬사는 언제까지 이렇게 살 수 없는 터라 집을 나왔으며 직업 학교를 졸업하여 1967년 그단스크에서 레닌 조선소 전기 노동자가 되었다. 당시 노동자들은 좋지 못한 노동조건에서 살고 있었던 터라 바웬사는 이들과 연대하여 노동조합 활동에 참가했다. 1969년에 그는 다누타라는 여자와 결혼했다.

## 노동자 운동

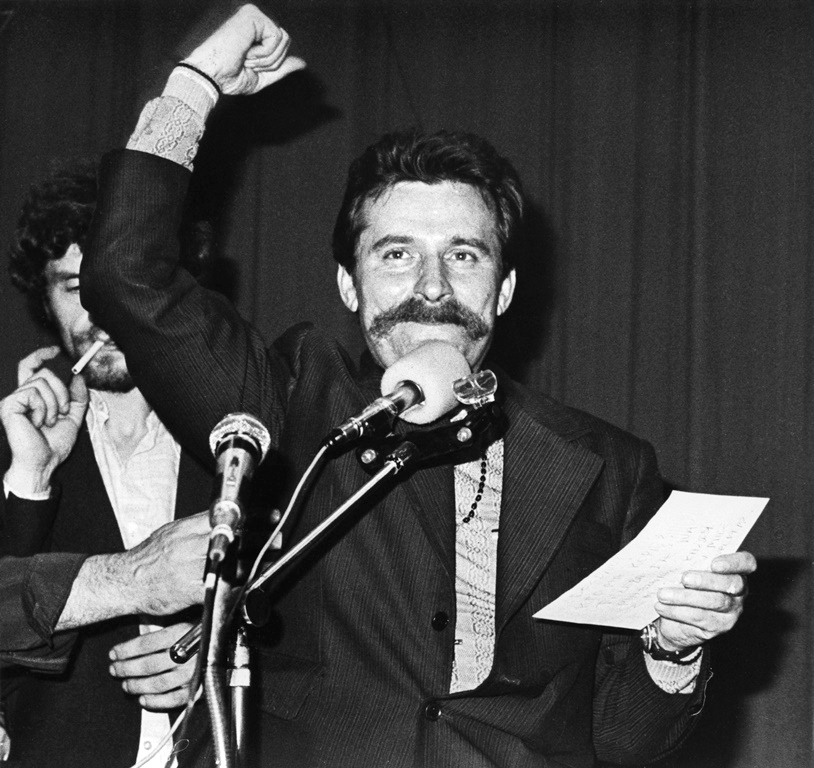
1980년 8월 레닌 조선소에서 파업 운동을 지도하는 바웬사

#### 연대 주장
노동운동이 정부에 의해 탄압받는 현실과 1970년 '12월 사건'을 목격한 레흐 바웬사는 정부의 통제를 받지 않는 민주적인 노동조합 결성을 결심해 노동자의 요구 조건을 조선소 측에 제시했다. 하지만 노동운동 탄압으로 4년간 실업자 생활을 했다. 1976년, 레흐 바웬사는 '죽은 노동자를 위한 기념탑'을 세우기 위하여 청원을 위한 서명운동을 벌였다. 그는 이런 점 때문에 직업을 얻을 수 없었고, 주위 친구의 도움을 받았다.

#### 파업투쟁
1980년 8월 14일 조선소 파업투쟁을 시작했다. 식료품 값의 인상으로 시작된 파업은 계속 확대되었고, 그는 직접 그 조선소 안으로 들어가서 노동조합을 이끌고 대정부투쟁에 나섰다. 레흐 바웬사가 이끄는 이 투쟁의 결과 최종 승리로 끝났다. 그 해 9월 정부에서는 자유 노조 설립을 합법화했다. 이 결과로 폴란드에서는 중앙유럽 구 공산 국가들중에서는 처음으로 나라의 통제를 받지 않는 민주적인 노동조합 '연대'가 탄생하게 되었다.

#### 탄압
그러나 폴란드 구 공산정부는 곧 입장을 바꾸어서 계엄령을 선포했다. 그리고 '연대'를 불법화 시켰다. 레흐 바웬사는 1981년 12월 11일 검거되었고, 폴란드에 내려진 계엄령 밑에서 소련 국경 근처에서 1982년 11월 14일까지 약 11달 간 구금되었다. 1982년 11월에 석방되어 복직했으나, '연대'는 이미 불법적인 단체로 인정되어 있었다. 1983년 7월, 계엄령은 해제되었지만, 정부는 바웬사와의 대화를 거부했다.

#### 노벨 평화상
1983년 10월 5일, 그는 노동자로는 최초로 노벨 평화상을 수상하였다. 수상 당시, 그는 폴란드 정부로부터 비판을 받았으며, 자신의 의사와는 상관없이 망명객이 될까봐 두려워서 대신 부인 다누타가 노벨 평화상을 받았다.
1986년 ~ 1987년 동안 레흐 바웬사는 자신의 자서전을 파리로 밀반출해 1987년 《희망의 길》(프랑스어: Un Chemin d'Espoir)을 펴냈다.
그리고 1988년~1989년 동안 폴란드 정부와의 협상에 참여해 '연대' 노조와 다른 노조들의 법적 지위 회복, 새로 부활된 폴란드 의회 구성을 위한 자유로운 의원선거, 대통령직의 설치, 일정한 경제적 변화조치의 발표 등을 얻어냈다. 1989년에는 그의 동료인 타데우시 마조비에츠키가 총리가 되는 일에 협력했다.

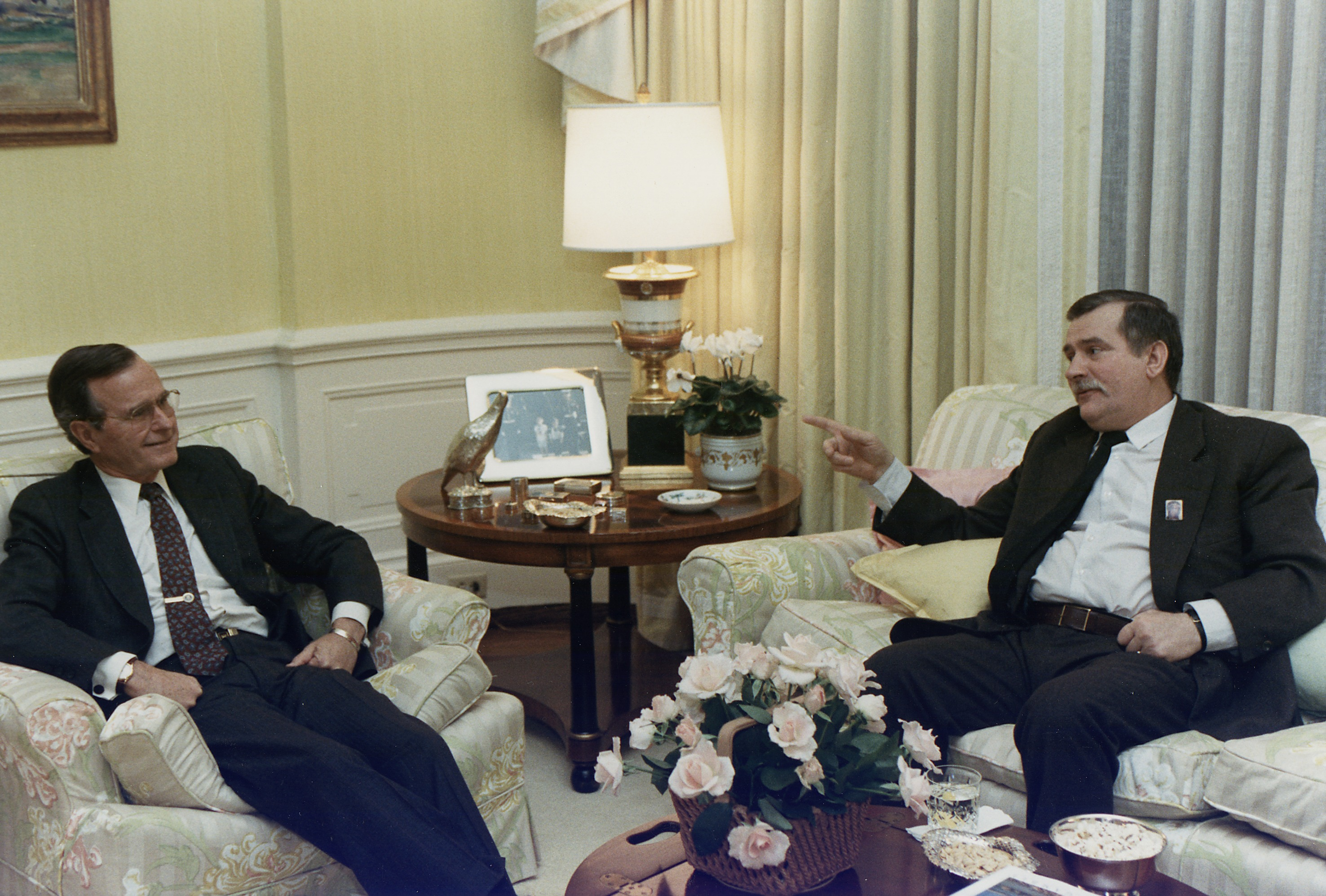
폴란드를 방문한 부시 대통령과 회담에서

## 대통령 시기와 그 이후
1990년 12월 9일 레흐 바웬사는 대통령 선거에서 마조비에츠키와의 선거에서 압도적인 표차로 당선되었다. 그는 대통령이 되자 소위 "war at the top" 이란 슬로건을 내걸었다.
바웬사의 임기 기간 동안 국가가 정돈된 정부와 높은 실업률을 겪었어도 그는 거의 성취를 이루었다.
바웬사는 개혁을 위하여 열심히 밀어나갔고 폴란드가 유럽 연합에 들어가는 것을 확실히 하는 데 세력의 거대한 처리를 바쳤다. 그는 폴란드의 러시아와 제휴를 끝내는 데 책임을 지었고, 폴란드가 나토에 가입하는 것을 반대하는 데 러시아의 부족을 진술한 보리스 옐친 대통령으로부터 선언을 받기도 하였다.
바웬사 아래 폴란드의 경제는 6 퍼센트의 성장률과 함께 60 퍼센트 민영화되었다. 과도 경제에서 곤경에 빠진 근로자들의 상태에서 이익의 부족과 즉시의 변화를 위한 폴란드 국민의 실재하지 않는 자신의 명백한 욕망의 이유로 그는 이 성과와 명예를 얻지 못하였다.
많은 그의 비판들은 공산주의에서 자유 민주주의로 경제 전환의 진동을 위하여 폴란드를 준비하는 데 바웬사가 실패하였다고 말하였다. 그는 결국 1995년 11월 5일 대통령 선거에서 전 공산당원 알렉산데르 크바시니에프스키에게 패하였다.
1991년 저서 《분투와 승리》를 펴냈다. 후에 레흐 바웬사 연구 재단의 부회장이 되었다.
1994년 폴란드 대통령으로선 처음으로 대한민국을 방문하였으며, 2016년 11월에는 계명대학교에서 명예 철학 박사 학위를 받았다.

## 가족 관계
부인은 다누타이며 그의 자녀는 8명이다. 그 중 넷째인 야로스와프 바웬사는 2005년부터 정치 활동을 시작했다.

## 기타 사항

### 소수자 인권 부정 발언
2013년 3월 2일 폴란드 민영 방송사인 TVN와의 인터뷰에서 동성애자를 비롯하여 소수자의 권리를 부정하는 발언을 하여 논란이 되었다.

## 역대 선거 결과
| 선거명      | 직책명          | 대수 | 정당                               | 1차 득표율 | 1차 득표수  | 2차 득표율 | 2차 득표수   | 결과 | 당락 |
| ----------- | --------------- | ---- | ---------------------------------- | ---------- | ----------- | ---------- | ------------ | ---- | ---- |
| 1990년 선거 | 폴란드의 대통령 | 2대  | 연대자유노조                       | 39.96%     | 6,569,889표 | 74.25%     | 10,622,696표 | 1위  |      |
| 1995년 선거 | 폴란드의 대통령 | 3대  | 무소속                             | 33.11%     | 5,917,328표 | 48.28%     | 9,058,176표  | 2위  | 낙선 |
| 2000년 선거 | 폴란드의 대통령 | 3대  | 폴란드 제3공화국의 기독교 민주주의 | 1.01%      | 178,590표   |            |              | 7위  | 낙선 |